# Holz, Šentvid ob Glini
Holz je naselje v Občini Šentvid ob Glini v Okraju Šentvid ob Glini na Koroškem v Avstriji.